# Módem por software

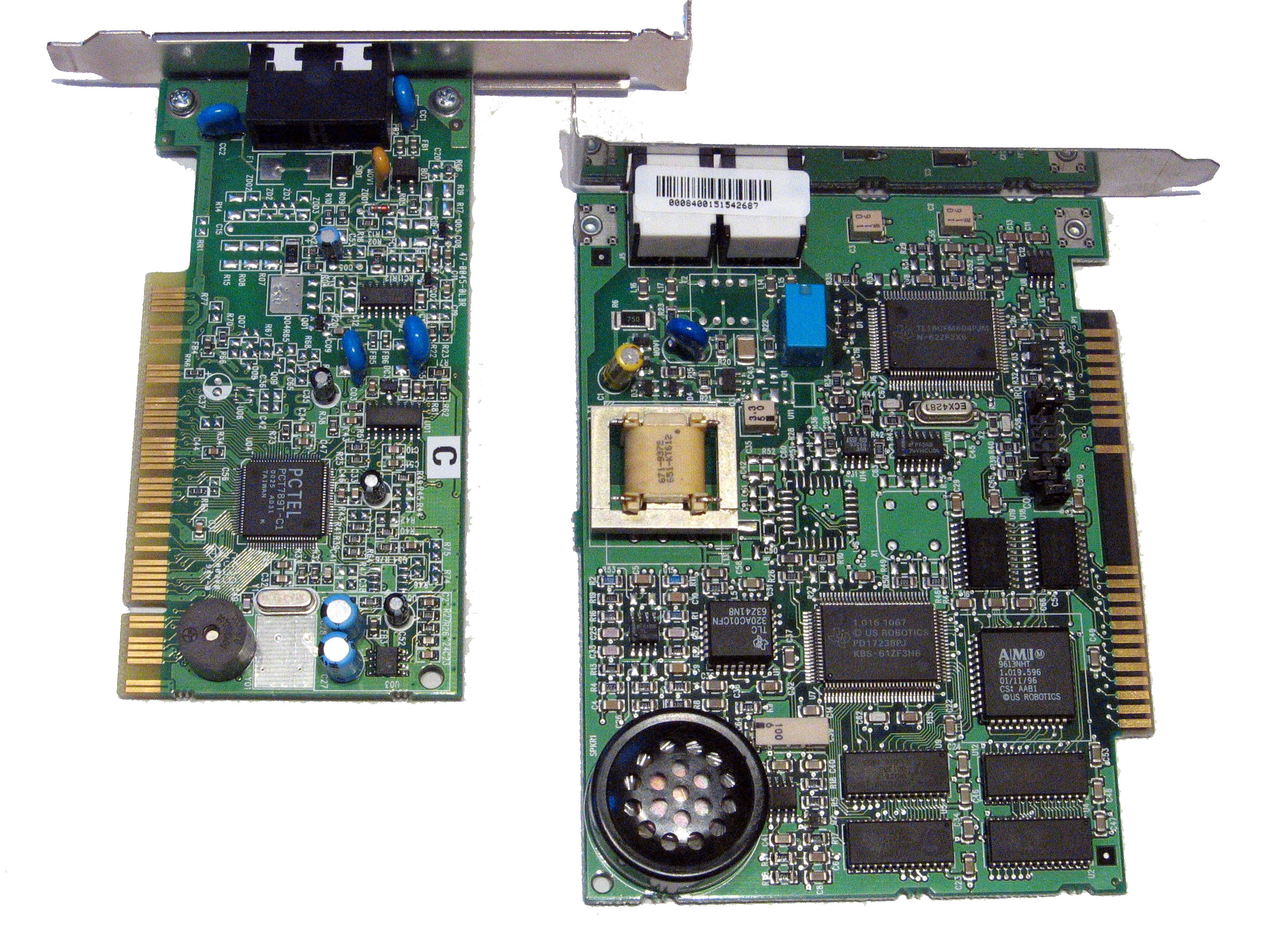
Módem por software PCI (izquierda) y módem hardware ISA (derecha).

Un módem por software (también softmodem o winmodem) es un periférico de ordenador que permite conectarlo a una línea telefónica, igual que un módem. La diferencia está en que un módem por software no incorpora todo el hardware necesario para hacer este trabajo, sino que usa la CPU y RAM del ordenador, y por tanto necesita un controlador software.
Se les llama winmodem porque los primeros modelos solo daban soporte para el sistema operativo Microsoft Windows en IBM PC o compatible. Hoy en día se usan en otros sistemas, como Linux o en sistemas embebidos o empotrados.

## Motivos
Mientras los primeros módems mejoraban, se iban haciendo cada vez más complejos y caros. Como se usaban varios protocolos (por ej. V.34 -33.6K- y K56flex), se hacía imposible construir un módem compatible con todos. Eso llevó a que se fabricaran con un firmware actualizable, y fue en este campo donde tuvieron éxito los softmodems, que anunciaban las mismas funcionalidades a un precio más barato y de fácil actualización.

## Ventajas
- Fabricarlos es mucho más barato que los módems completos, ya que tienen menos piezas.
- Los posibles errores son más fáciles de corregir: mientras que cambiar el hardware es inviable, un error en el controlador se puede solucionar con una nueva versión.
- Consumen menos energía (ya que el trabajo lo delegan a la CPU). Por eso muchos portátiles usan softmodems.
- Es mucho más fácil actualizar las funciones del módem si aparecen nuevos estándares de protocolos. Aunque esto, al año 2006, ya no era una ventaja, pues no se prevén mejoras del protocolo actual, el V.92 de 56K.

## Inconvenientes
- El problema principal es que no se pueden usar en sistemas operativos para los que no han sido diseñados (a veces, tampoco en versiones distintas). Reprogramar el controlador para otro sistema cuesta mucho, debido a la cantidad de funciones a bajo nivel que ha de proporcionar.
- Los winmodems tienen fama de tener drivers problemáticos. Puede pasar si se usan los de otro fabricante, o si el ordenador no tiene los recursos apropiados para hacer el trabajo de módem.
- Al consumir los recursos del ordenador (como la CPU), reducen el rendimiento del resto de programas, sobre todo en ordenadores con recursos limitados.

A menudo se usa "winmodem" o "softmodem" de forma derogativa, en comparación a los módem por hardware "reales": se dice que un módem por software no es realmente un módem, sino solo una interfaz eléctrica básica entre el ordenador y el teléfono. Las funciones que incorpora se limitan a las de un conversor analógico-digital y viceversa, y por tanto se parece más a una tarjeta de sonido que a un módem completo. Incluso algunos (como AC97) son directamente un códec de audio.

## Ejemplos
Algunos fabricantes de módems por software son Intel, Motorola, U.S. Robotics, Lucent / Agere Systems, Rockwell.